# Rio Dalufac
O Rio Dalufac é um rio da Romênia, afluente do Casimcea, localizado no distrito de Constanţa.